# Бриллианты пани Зузы
«Бриллианты пани Зузы» (пол. Brylanty pani Zuzy) — польский фильм, детектив 1971 года, экранизация повести «Наследники пани Зузы» (пол. Spadkobiercy Pani Zuzy) Ежи Северского.

## Сюжет
Кшиштоф принял власть над бандой преступников вследствие невыясненной смерти пани Зузы. По поручению нового начальника преступники занимаются разведкой. Однако контрразведка наблюдает за ними.

## В ролях
- Эдмунд Феттинг — Кшиштоф
- Халина Голянко — Иоанна Мадейская
- Рышард Филипский — агент контрразведки
- Рышарда Ханин — мать Зузы и бабушка Иоанны
- Анджей Шаевский — Роберт
- Ежи Карашкевич — Славек
- Леон Петрашкевич — сотрудник контрразведки
- Мацей Энглерт — сотрудник контрразведки
- Мариан Войтчак — турек